# Мухалница
Муха́лница (болг. Мухалница) — охраняемая природная территория на западе Болгарии. Находится в 1 км к югу от Ботевграда и в 63 км к северо-востоку от Софии. Основана в 1992 году с целью сохранения уникальной по своим масштабам миграции травяной лягушки (Rana temporaria).

## Историческая справка
14 февраля 1968 года болгарский зоолог Владимир Бешков открыл популяцию из нескольких сотен травяных лягушек в маленьком болоте недалеко от Ботевграда, что совсем нехарактерно для такого рода на такой незначительной высоте (360 м). 1 и 4 марта 1971 года он обозначил несколько сотен особей и отпустил их обратно в болото. 4 июня 1971 года одна из указанных лягушек была замечена на склонах горы Било в 4925 м по прямой линии от болота и на высоте 875 м над уровнем моря. Через несколько лет Бешков возобновил свои исследования в 1979 году, когда между 31 января и 3 марта было отмечено 457 лягушек. Также в феврале и марте 1980 года были обозначены лягушки на расстоянии 5,5 и 6 км от болота во время их движения вниз по течению. 11 марта 1980 года две из них были найдены в болоте Мухалница (одну через 4, другую — через 11 дней после обозначения). Бешков опубликовал результаты своего исследования в ряде научных и научно-популярных статей, которые стали основанием для провозглашения в 1992 году болота и территории между ним и речкой Старой (Зелинской) природоохранной зоной.

## История миграции лягушек

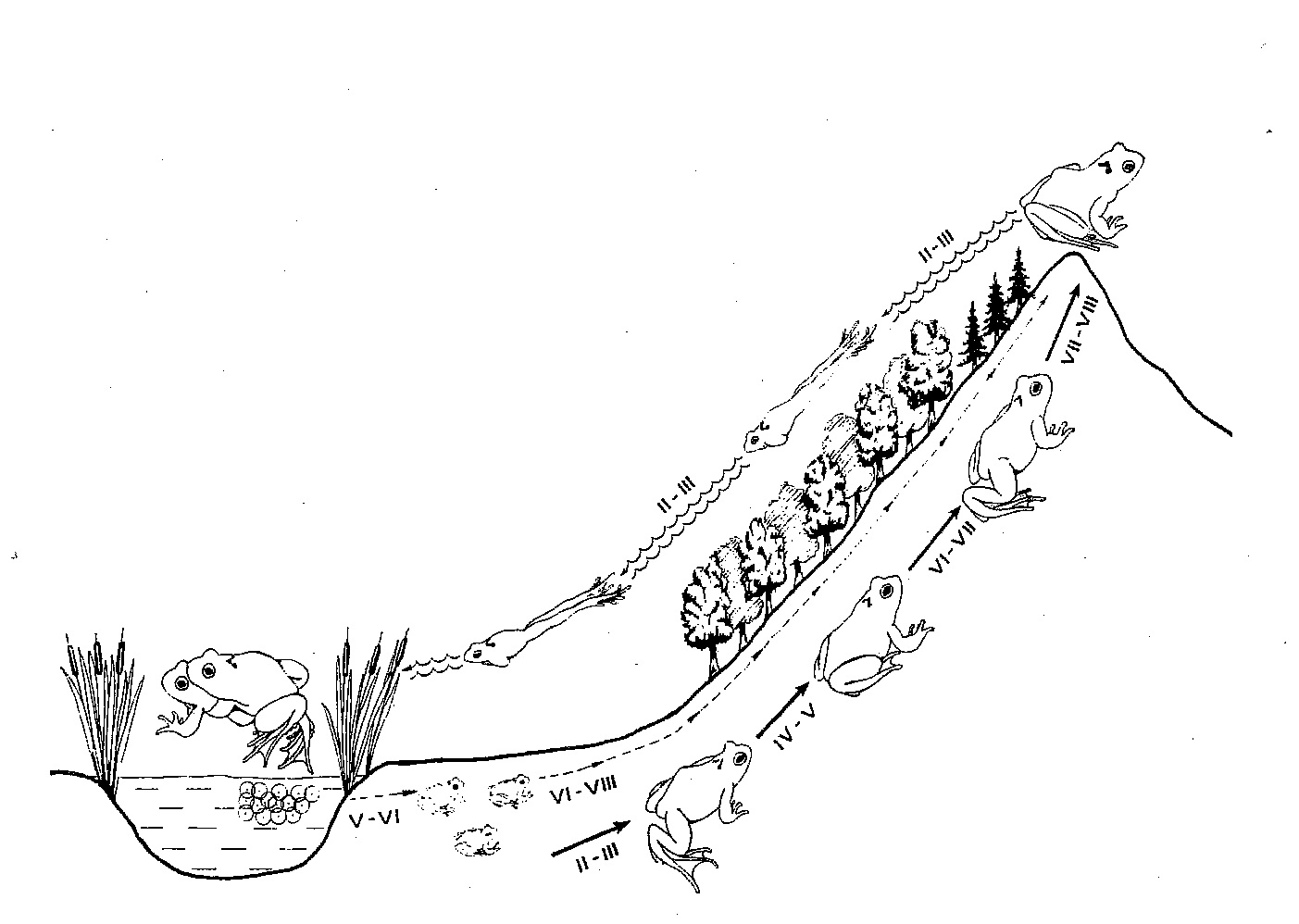
Схема миграции травяной лягушки в Мухалнице. Римскими цифрами обозначены месяцы года

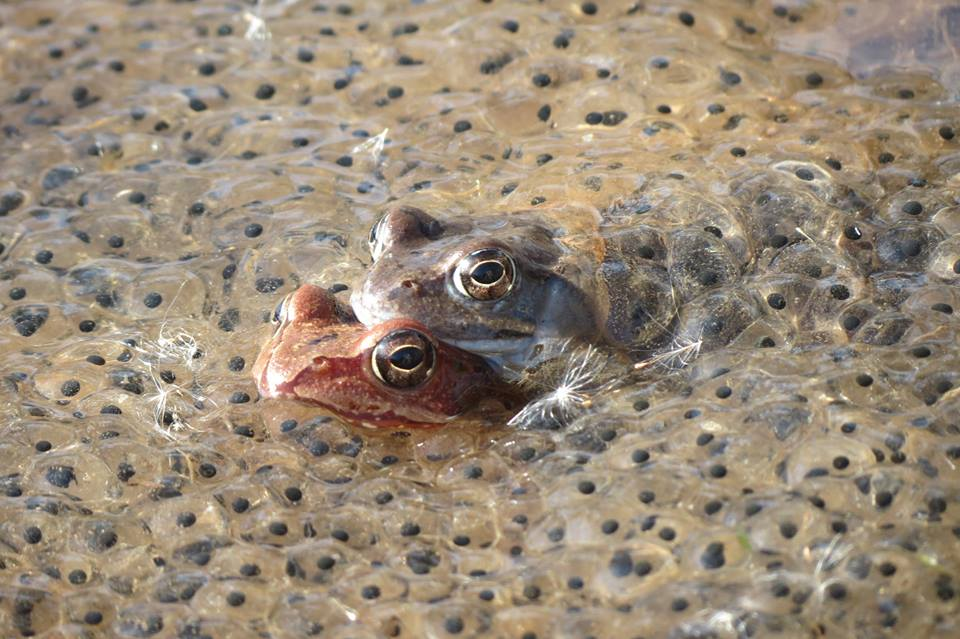
Пара травяных лягушек среди отложенной икры

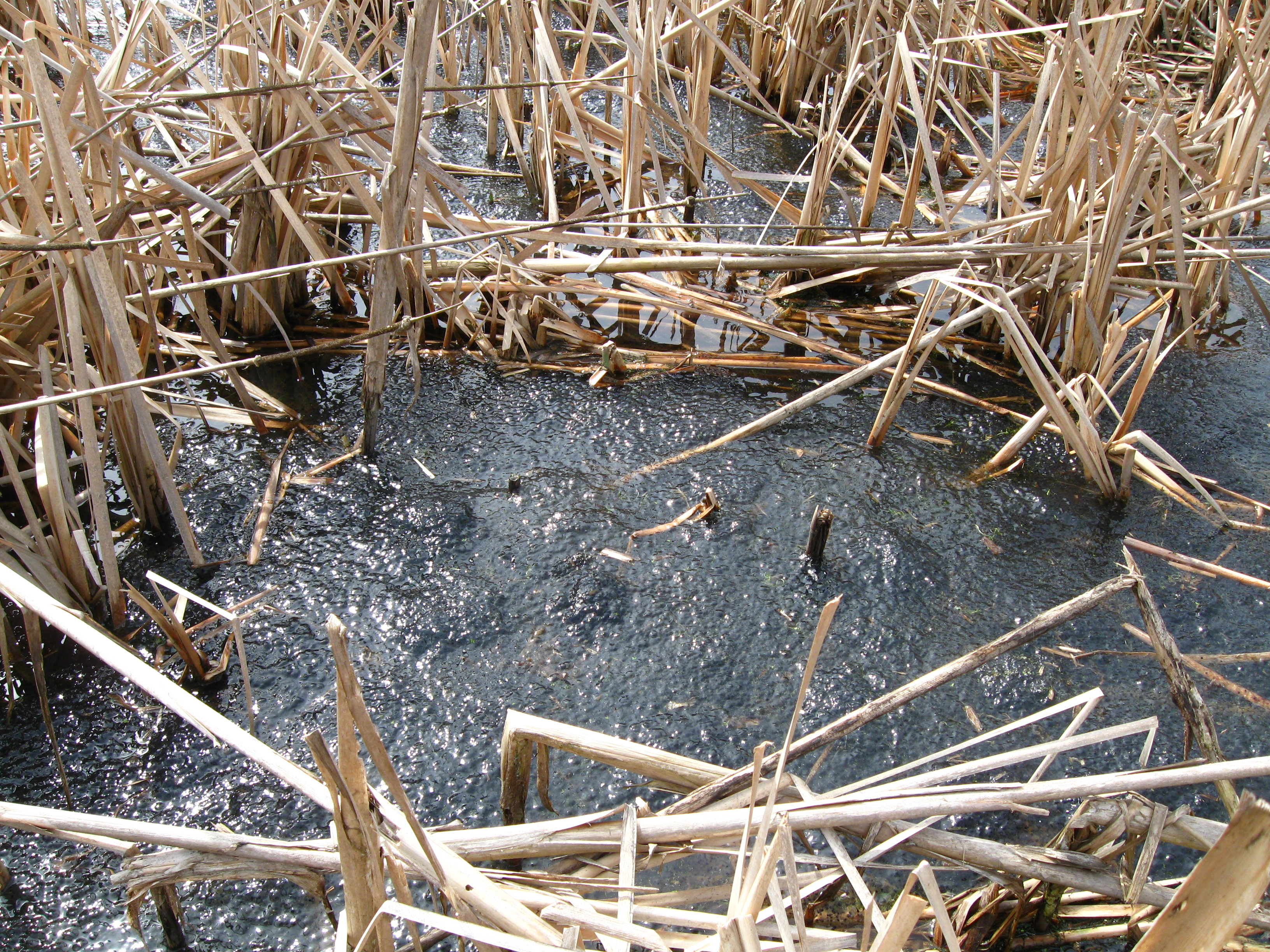
В разгар брачного периода почти вся водная поверхность покрыта икрой

Массовое прибытие тысяч лягушек в местность Мухалница началось, вероятно, в конце последнего ледникового периода, то есть около 8000 лет назад. Во время ежегодной миграции с мест зимовья (рек и ручьев в верхней части горы) до поймы Мухалницы, травяные лягушки за несколько дней проходят расстояние до 6 км, а некоторые из них, возможно, и более 10 км. Сам период размножения продолжается около 2 недель, обычно в конце февраля и в начале марта, в зависимости от температуры. Наличие отложенной икры во время таяния льда считается обычным явлением. Лягушки передвигаются вниз по течению речушки Зелинска и инстинктивно чувствуют, где они должны выйти из неё, чтобы достичь болота. По окончании брачного периода лягушки возвращаются обратно к вершине горы, проходя по суше примерно то же расстояние в противоположном направлении. С оплодотворенных яйцеклеток появляются головастики, которые превращаются в маленьких лягушек и заполняют болото в конце мая или в начале июня. Такая миграция с целью размножения является уникальной для вида и является одной из самых длинных среди известных переселений амфибий в мире.

## Другие виды амфибий и рептилий
Кроме травяной лягушки в том же болоте обнаружено ещё 8 видов земноводных: обыкновенный тритон (Lissotriton vulgaris), тритон Карелина (Triturus ivanbureschi), желтобрюхая жерлянка (Bombina variegata), обыкновенная жаба (Bufo bufo) и зелёная жаба (Bufotes viridis), обыкновенная квакша (Hyla orientalis), прыткая лягушка (Rana dalmatina) и озёрная лягушка (Pelophylax ridibundus). Встречалась европейская болотная черепаха (Emys orbicularis). Такое относительно высокое видовое разнообразие на такой небольшой по размерам площади подтверждает важность охраны местности Мухалница для сохранения местной фауны.

## Угрозы и попытки их устранения
За последние 10 лет наблюдается увеличение размеров болота и зарастание его рогозом (Typha sp.), который постепенно захватывает его площадь. Причиной этого являются многолетние стоки из труб местного водообеспечения и канализации, имеющих выраженное отрицательное влияние на лягушек, которым для размножения требуется открытая водная поверхность. В связи со стоками, вероятно, изменился водный режим болота, которое превратилось в более благоприятное для рогоза. Прогрессирующее распространение рогоза, вероятно, вызовет новые изменения водного режима, и болото пересохнет. Последнее означает, что в ближайшие годы популяция травяных лягушек потеряет основное место для размножения, а феноменальная миграция перестанет происходить. Особенностью этой угрозы является то, что она непосредственно затрагивает все другие виды земноводных, которые были обнаружены в природоохранной зоне.
Другой существенной угрозой для популяции травяных лягушек является их массовая гибель во время миграции на асфальтированной дороге, проходящей вдоль северо-восточного берега болота. Выйдя из речушки, лягушки вынуждены переходить дорогу (кроме тех, которые проходят под дорогой через трубу для стока воды). Автомобильное движение здесь небольшое, но, по сообщениям местных жителей, в дни миграции дорога покрыта бесчисленными задавленными лягушками.
В 2017 году община Ботевград совместно с командой учёных из Института исследований биоразнообразия и экосистем и Национального музея природных наук при Болгарской академии наук предприняли ряд мер, направленных на преодоление этих угроз, путем искоренения рогоза и установления труб для безопасного перехода через дорогу.